# Ангелы и насекомые
«Ангелы и насекомые» (англ. Angels And Insects) — художественный фильм 1995 года режиссёра Филипа Хааса. Экранизация новеллы Сьюзен Байетт «Морфо Евгения».

## Сюжет
Действие фильма развивается в 1862 году, в Викторианской Англии, в прекрасной усадьбе преподобного сэра Гаральда Алабастера, престарелого думающего человека, чья устойчивая вера в бога подверглась сомнению недавно изданными теориями Чарльза Дарвина. Сам увлечённый коллекционер насекомых, он берёт в дом натуралиста Уильяма Адамсона, потерявшего в кораблекрушении все свои бесценные образцы, которые тот собирал в течение десятилетия в Амазонке.
Совершенно обнищавший, Уильям не имел абсолютно никаких шансов на внимание прекрасной белокурой дочки Алабастера, Евгении, когда узнав о том, что её жених покончил с собой за несколько дней до свадьбы, — смело предлагает ей свою руку и сердце.
Сразу после свадьбы они пускаются в бурные сексуальные отношения, однако счастье Уильяма омрачено странным поведением Евгении и насмешливым отношением её чванливого брата Эдгара.
Всё становится на свои места, когда Уильям берётся за исследовательский проект вместе с такой же, как и сам, интеллектуалкой, родственницей семьи Алабастер — Мэтти Кромптон…

## Создатели фильма

### В ролях
- Марк Райлэнс — Уильям Адамсон
- Пэтси Кенсит — Евгения Алабастер Адамсон
- Кристин Скотт Томас — Мэтти Кромптон
- Джереми Кемп — сэр Гаральд Алабастер
- Даглас Хеншэлл — Эдгар Алабастер
- Аннетт Бэдлэнд — леди Алабастер
- Крис Ларкин — Робин
- Анна Мэсси — мисс Меад
- Уикем Саския[англ.] — Ровена Алабастер

### Съёмочная группа
- Режиссёр — Филип Хаас
- Авторы сценария — Филип Хаас, Белинда Хаас, А. С. Байетт
- Продюсеры — Филип Хаас, Белинда Хаас, Керри Орент
- Исполнительный продюсер — Линдсей Лоу
- Редактор — Белинда Хаас
- Композитор — Александр Баланеску
- Оператор — Бернард Зитцерманн
- Костюмер — Пол Браун

## История проката

### Даты премьер
Даты приведены в соответствии с данными IMDb.
- Канада — 10 сентября 1995 (показ на кинофестивале в Торонто)
- Великобритания — 5 ноября 1995 (показ на кинофестивале в Лондоне)
- Франция — 15 ноября 1995
- Испания — 17 ноября 1995
- Великобритания — 8 декабря 1995
- США — 26 января 1996
- Австралия — 15 августа 1996
- Венгрия — 15 августа 1996
- Аргентина — 10 октября 1996
- Нидерланды — 24 октября 1996

## Награды и номинации
Список наград и номинаций приведён в соответствии с данными IMDb.

### Награды
| Год  | Событие                                      | Номинация        | Награждённый |
| ---- | -------------------------------------------- | ---------------- | ------------ |
| 1996 | Премия Национального совета кинокритиков США | Специальный приз |              |

### Номинации
| Год  | Событие                                            | Номинация                         | Номинант            |
| ---- | -------------------------------------------------- | --------------------------------- | ------------------- |
| 1995 | Каннский кинофестиваль                             | Золотая пальмовая ветвь           | Филип Хаас          |
| 1997 | Кинопремия «Оскар»                                 | Лучший дизайн костюмов            | Пол Браун           |
| 1997 | Кинопремия общества независимого кино «Chlotrudis» | Лучшая женская роль второго плана | Кристин Скотт Томас |